# 特米纳布安
特米纳布安是印度尼西亚西南巴布亚省的一个城镇，是南索龙县的行政中心。2005年有人口7969,2010年统计，特米纳布安区（Kecamatan Teminabuan）的人口共计11627。城镇位于极乐鸟半岛的中部西南。1967年1月—3月，该地区曾被轰炸。